# Георги Русков
Хаджи Георги Йончев Русков е български политик, кмет на Видин.

## Биография
Роден е през 1869 г. В периода 11 август 1894 – 11 януари 1900 г. е кмет на град Видин. По негово време се приема регулационния план на града и започва изравняване на видинските улици. Отделно се запълват и блатата в града. Дарява част от личните си спестявания за строежа на „Свети Николай“. Умира през 1946 г..